# کلروفرم
کلروفرم مایعی بی‌رنگ با بویی بسیار تند و زننده است. بخار آن سمی و بسیار خطرناک است و تنفس طولانی آن می‌تواند کشنده باشد. فرمول شیمیایی این ترکیب شیمیایی CHCl3 است. کلروفرم، یک حلال قطبی است و کاربرد فراوانی در سنتز ترکیبات آلی دارد.

## کاربرد
در گذشته از کلروفرم به عنوان ماده بیهوش‌کننده بیمار در اتاق عمل استفاده می‌شد. از این ماده هزاران تن در صنایع یخچال‌سازی و ساخت تفلون تولید و در طبیعت رها می‌شود. همچنین برای تهیه فلوروکربن، ۲۲ سردکننده، چاشنی و تهیه تترافلورواتیلن و پلی تترافلورواتیلن و سایر مواد شیمیایی به کار برده می‌شود. همچنین به عنوان حلال، تهیه عصاره، حشره کش، مواد نگهدارنده و شیرین‌کننده محصولات داروئی مورد استفاده قرار می‌گیرد.

## تاریخچه
کلروفرم توسط سه محقق مستقل از یکدیگر کشف شد. کلروفرم در سال ۱۸۳۱ توسط شیمیدان فرانسوی اوژن سوبرن کشف شد که آن را از استون (2-propanone) و همچنین اتانول از طریق اثر پودر سفیدکننده کلر (هیپوکلریت کلسیم) تولید نمود. پزشک آمریکایی ساموئل گوتری نیز این ترکیب را تولید کرد. به‌طور مستقل، یوستوس فون لیبیش نیز به همین ترکیب دست یافت.

## مضرات
کلروفرم یکی از خطرناک‌ترین هیدروکربن‌های کلردار فرّار است. تنفس، بلع و تماس آن با پوست زیان‌آور است ممکن است سبب بیهوشی، فلج دستگاه تنفسی، توقف ضربان قلب و مرگ دیر رس به علت ضایعات کبدی و کلیوی شود. گاهی به عنوان تدخین استفاده می‌شود. کلروفرم چربی پوست را می‌شوید و باعث تحریک آن می‌شود. در تماس حاد با کلروفرم علائم مشاهده شده عبارتند از: سر درد، تهوع، احساس مستی، خستگی، گیجی، اضطراب، التهاب، بیهوشی، افت تنفسی، انجماد و مرگ در حالت بیهوشی. مرگ ممکن است در اثر فلج شدن دستگاه تنفسی یا از کار افتادن قلب باشد. در اثر تماس مزمن علائم مشاهده شده عبارتند از: علائم عصبی و گوارشی شبیه افراد معتاد به الکل و همچنین بزرگ شدن کبد، التهاب سمی کبد و تجمع چربی در کبد.